# Comté de Claiborne (Tennessee)
Pour les articles homonymes, voir Comté de Claiborne.
Le comté de Claiborne est un comté de l'État du Tennessee, aux États-Unis.